# Thường Đức
Thường Đức (tiếng Trung: 常德市 bính âm: Chángdé Shì, Hán-Việt: Thường Đức thị) là một địa cấp thị của tỉnh Hồ Nam, Trung Quốc. Thường Đức có diện tích 18189,8 km2, dân số năm 2004 là 6,01 triệu người, trong đó dân thành thị là 460.000 người.

## Các đơn vị hành chính
| • Thường Đức (常德市) | Vũ Lăng (武陵区) Đỉnh Thành (鼎城区) | thành phố cấp huyện Tân Thị (津市市) Lễ huyện (澧县), Lâm Lễ (临澧县) Đào Nguyên (桃源县), Hán Thọ (汉寿县) An Hương (安乡县), Thạch Môn (石门县) khu quản lý Tây Hồ (西湖管理区) khu quản lý Tây Động Đình (西洞庭管理区) |